# William Nygaard
William Nygaard, né le 16 mars 1943, est l'ancien chef de la maison d'édition norvégienne Aschehoug. Il est président de la Norwegian Broadcasting Corporation. Il a deux enfants.

## Carrière dans les affaires
De 1974 à 2010, il a été l'éditeur en chef d'Aschehoug, la deuxième plus grande maison d'édition de Norvège qui appartient à la famille Nygaard. En prenant ce poste, il a suivi les traces de son père, Mads Wiel Nygaard, et de son grand-père, William Martin Nygaard, qui dirigeaient l'entreprise dans les années précédentes. et la tradition se poursuit depuis que son fils, Mads Nygaard, lui a succédé. William Nygaard a été président de l' Association norvégienne des éditeurs de 1987 à 1990. De 2010 à 2014, il a été administrateur de NRK (la télévision publique de Norvège).

## Tentative d'assassinat
Le 12 avril 1989, Aschehoug et William Nygaard étaient responsables de la publication de l'édition norvégienne du roman de Salman Rushdie, Les Versets sataniques. C'était deux mois après que l'ayatollah Khomeiny eût publié la fatwa suivante contre Salman Rushdie et ses éditeurs :
J'informe tous les musulmans zélés du monde que l'auteur du livre intitulé Les versets sataniques — qui a été compilé, imprimé et publié en opposition à l'islam, au prophète et au Coran — et tous ceux impliqués dans sa publication qui ont été conscient de son contenu, sont condamnés à mort. J'appelle tous les musulmans zélés à les exécuter rapidement, où qu'ils se trouvent, afin que personne d'autre n'ose insulter les valeurs sacrées musulmanes. Si Dieu le veut, quiconque tué sur ce chemin est un martyr.
En raison de la fatwa, des menaces directes ont été proférées contre William Nygaard et le traducteur Kari Risvik, et dans la controverse qui en a résulté, Nygaard a été protégé par la police pendant un certain temps.
Le matin du 11 octobre 1993, Nygaard a reçu trois balles devant son domicile de Dagaliveien à Oslo. La plupart des gens, y compris Nygaard, associent l'incident à la fatwa. Après plusieurs mois d'hospitalisation, principalement à l'hôpital Sunnaas, Nygaard s'est lentement rétabli. Début octobre 2018, près d'un quart de siècle après la tentative d'assassinat, des accusations ont été portées contre les auteurs présumés dont les noms et nationalités n'ont pas été publiés.

## Autres postes
Avant et après l'attaque, William Nygaard a été un ardent défenseur de la liberté d'expression et est membre du conseil d'administration de la division norvégienne d'International PEN . Il est membre de l' Académie norvégienne de langue et de littérature.
Il a été membre du conseil d'administration du Musée national d'art, d'architecture et de design de Norvège. En 2010, il a été élu président de la Norwegian Broadcasting Corporation.

## Prix
- Prix Fritt-Ord en 1994.
- Prix Segerstedt en 1998.
- Chevalier de 1ère classe de l'ordre de Saint-Olaf en 1998.
- Docteur honoris causa (avec Salman Rushdie) de l'université de Tromsø en 1998.
- Prix Gunnar Sønstebys en 2019[7].